# Judo na Letních olympijských hrách 2016 – ženy – pololehká váha
Zápasy v judu na Letních olympijských hrách v Riu v kategorii pololehkých vah žen proběhly v hale Carioca Arena 2 v přilehlé části Ria de Janeira v Barra da Tijuca 7. srpna 2016.

## Finále
| finále               |                      |
| -------------------- | -------------------- |
| Odette Giuffridaová  | Majlinda Kelmendiová |
| Majlinda Kelmendiová | Majlinda Kelmendiová |

## Opravy / O bronz
Poražení čtvrtfinalisté se utkávají mezi sebou v opravách. Vítězové oprav následně vyzvou poražené semifinalisty v boji o bronzovou medaili.
| opravy                        | o bronz             |                     |
| ----------------------------- | ------------------- | ------------------- |
| Andreea Chițuová              | Érika Mirandaová    | Misato Nakamuraová  |
| Érika Mirandaová              | Érika Mirandaová    | Misato Nakamuraová  |
|                               | Misato Nakamuraová  | Misato Nakamuraová  |
| Marie Christianne Legentilová | Natalja Kuzjutinová | Natalja Kuzjutinová |
| Natalja Kuzjutinová           | Natalja Kuzjutinová | Natalja Kuzjutinová |
|                               | Ma Jing-nan         | Natalja Kuzjutinová |

## Pavouk
|   | 1/32                          | 1/16                          | čtvrtfinále                   | semifinále           | finále               |
| - | ----------------------------- | ----------------------------- | ----------------------------- | -------------------- | -------------------- |
| A | volný los                     | Andreea Chițuová              | Andreea Chițuová              | Odette Giuffridaová  | Odette Giuffridaová  |
| A | volný los                     | Andreea Chițuová              | Andreea Chițuová              | Odette Giuffridaová  | Odette Giuffridaová  |
| A | Laura Gomézová                | Laura Gomézová                | Andreea Chițuová              | Odette Giuffridaová  | Odette Giuffridaová  |
| A | Gülbadam Babamyratovová       | Laura Gomézová                | Andreea Chițuová              | Odette Giuffridaová  | Odette Giuffridaová  |
| A | volný los                     | Odette Giuffridaová           | Odette Giuffridaová           | Odette Giuffridaová  | Odette Giuffridaová  |
| A | volný los                     | Odette Giuffridaová           | Odette Giuffridaová           | Odette Giuffridaová  | Odette Giuffridaová  |
| A | Darja Skrypniková             | Mareen Krähová                | Odette Giuffridaová           | Odette Giuffridaová  | Odette Giuffridaová  |
| A | Mareen Krähová                | Mareen Krähová                | Odette Giuffridaová           | Odette Giuffridaová  | Odette Giuffridaová  |
| B | volný los                     | Érika Mirandaová              | Érika Mirandaová              | Ma Jing-nan          | Odette Giuffridaová  |
| B | volný los                     | Érika Mirandaová              | Érika Mirandaová              | Ma Jing-nan          | Odette Giuffridaová  |
| B | volný los                     | Hela Ayariová                 | Érika Mirandaová              | Ma Jing-nan          | Odette Giuffridaová  |
| B | volný los                     | Hela Ayariová                 | Érika Mirandaová              | Ma Jing-nan          | Odette Giuffridaová  |
| B | volný los                     | Ma Jing-nan                   | Ma Jing-nan                   | Ma Jing-nan          | Odette Giuffridaová  |
| B | volný los                     | Ma Jing-nan                   | Ma Jing-nan                   | Ma Jing-nan          | Odette Giuffridaová  |
| B | Joana Ramosová                | Joana Ramosová                | Ma Jing-nan                   | Ma Jing-nan          | Odette Giuffridaová  |
| B | Antoinette Gasongová          | Joana Ramosová                | Ma Jing-nan                   | Ma Jing-nan          | Odette Giuffridaová  |
| C | volný los                     | Majlinda Kelmendiová          | Majlinda Kelmendiová          | Majlinda Kelmendiová | Majlinda Kelmendiová |
| C | volný los                     | Majlinda Kelmendiová          | Majlinda Kelmendiová          | Majlinda Kelmendiová | Majlinda Kelmendiová |
| C | Priscilla Gnetová             | Evelyne Tschoppová            | Majlinda Kelmendiová          | Majlinda Kelmendiová | Majlinda Kelmendiová |
| C | Evelyne Tschoppová            | Evelyne Tschoppová            | Majlinda Kelmendiová          | Majlinda Kelmendiová | Majlinda Kelmendiová |
| C | volný los                     | Gili Kohenová                 | Marie Christianne Legentilová | Majlinda Kelmendiová | Majlinda Kelmendiová |
| C | volný los                     | Gili Kohenová                 | Marie Christianne Legentilová | Majlinda Kelmendiová | Majlinda Kelmendiová |
| C | Marie Christianne Legentilová | Marie Christianne Legentilová | Marie Christianne Legentilová | Majlinda Kelmendiová | Majlinda Kelmendiová |
| C | Wujud Fahmiová                | Marie Christianne Legentilová | Marie Christianne Legentilová | Majlinda Kelmendiová | Majlinda Kelmendiová |
| D | volný los                     | Misato Nakamuraová            | Misato Nakamuraová            | Misato Nakamuraová   | Majlinda Kelmendiová |
| D | volný los                     | Misato Nakamuraová            | Misato Nakamuraová            | Misato Nakamuraová   | Majlinda Kelmendiová |
| D | Angelica Delgadová            | Adijasambúgín Colmon          | Misato Nakamuraová            | Misato Nakamuraová   | Majlinda Kelmendiová |
| D | Adijasambúgín Colmon          | Adijasambúgín Colmon          | Misato Nakamuraová            | Misato Nakamuraová   | Majlinda Kelmendiová |
| D | volný los                     | Natalja Kuzjutinová           | Natalja Kuzjutinová           | Misato Nakamuraová   | Majlinda Kelmendiová |
| D | volný los                     | Natalja Kuzjutinová           | Natalja Kuzjutinová           | Misato Nakamuraová   | Majlinda Kelmendiová |
| D | volný los                     | Ecaterina Guicăová            | Natalja Kuzjutinová           | Misato Nakamuraová   | Majlinda Kelmendiová |
| D | volný los                     | Ecaterina Guicăová            | Natalja Kuzjutinová           | Misato Nakamuraová   | Majlinda Kelmendiová |